# Paramount Global
Paramount Global er et amerikansk multinationalt massemediekonglomerat med hovedkontor i New York City. Det blev grundlagt som ViacomCBS den 4. december 2019 gennem fusionen af den anden inkarnation af CBS Corporation og Viacom (som blev opdelt fra den oprindelige Viacom den 31. december 2005). Virksomheden tog sit nuværende navn den 16. februar 2022.